# Schwayxtix
|  | Flytteforslag Denne side er foreslået flyttet til Svarog. Klik her for at se flytteforslaget. |

Svarog eller Schwayxtix (også kaldet Schuaixbog eller Zuicz) var i vendisk mytologi gud for ild, lys  og smedehåndværk. Han fremstod som en mand i romersk tunika omgivet af flammer og med stråler om hovedet samt en hovedbusk, som måske også skulle forestille flammer. I hånden bar han en fakkel.
Schuaixnni betyder "at hjælpe".
 Der er for få eller ingen kildehenvisninger i denne artikel, hvilket er et problem. Du kan hjælpe ved at angive troværdige kilder til de påstande, som fremføres i artiklen.

| Mytologi | Spire Denne artikel om mytologi er en spire som bør udbygges. Du er velkommen til at hjælpe Wikipedia ved at udvide den. |